# Протока Шпанберга
Протока Шпанберга  (рос. Пролив Шпанберга, яп. 色丹水道, кириліз.: Шикотан-суйдо) — протока в Малій гряді Курильських островів між островом Шикотаном та островами  Уламками та Полонського. Ширина — близько 22 км, в найширшому місці — 29,6 км. Названа іменем російського мореплавця Мартина Шпанберга.
Протока є предметом територіального спору Японії та Росії. Японія її відносить до акваторії округу Немуро префектури Хоккайдо; Росія — до Южно-Курильського міського округу Сахалінської області.
Скеляста банка Оманлива з найменшою глибиною 2,4 м витягнута на 2 км із заходу—південного заходу на схід—північний схід за 5 миль до північного сходу від острова Полонського. Прохід між банкою Оманливою та островом Шикотаном є головним проходом між островами Малої Курильської гряди. Ширина цього проходу близько 15 км, глибини посередині 21—51 м. В протоці є припливні течії, напрями та швидкості яких перемінливі. Швидкість течії тут може досягати 5,5 км/год.